# Maurice Caillet
Maurice Caillet (Bordeaux, 24 settembre 1933 – Saint-Pierre-Quiberon, 6 novembre 2021) è stato un medico e scrittore francese, membro per quindici anni della Massoneria, abbandonata dopo la conversione al Cristianesimo.

## Biografia
Educato in una famiglia atea, ha studiato in istituti laici, laureandosi in medicina e specializzandosi in chirurgia ginecologica. Non battezzato, materialista, abortista e anticattolico, nel 1970, a trentasei anni entra a far parte della Massoneria e diventa "Maestro Venerabile" di una delle più potenti logge del "Grande Oriente di Francia".
All'apice della carriera politica e professionale, nel 1984 si reca in pellegrinaggio  a Lourdes per accompagnare la moglie Claude, gravemente malata: improvvisamente si converte al Cristianesimo e decide di lasciare la Massoneria, dopo quasi quindici anni di appartenenza, incontrando, in seguito a questa decisione, difficoltà di ogni tipo: tra l'altro, deve rinunciare alla carriera di medico e viene emarginato dal Partito Socialista Francese, del quale era diventato un "notabile".
Pubblica in Spagna, nel 2008, il saggio "Ero massone. La mia conversione dalla massoneria alla fede", dove racconta la sua storia, sostenendo tra l'altro che la Massoneria francese ha promosso le leggi a favore del divorzio, dell'aborto, delle unioni civili e omosessuali, della manipolazione degli embrioni, della depenalizzazione delle droghe leggere e della legalizzazione dell'eutanasia.

In un'intervista rilasciata a Pietro Piccinini, pubblicata sulla rivista cattolica "Tempi", Caillet ha dichiarato: 
affermano continuamente la loro grande tolleranza, l'uomo da abbattere è il Papa...Mentre la famosa tolleranza è effettiva nei confronti delle Chiese protestanti e ortodosse (Chiese divise), come nei confronti del giudaismo e dell'islam, l'ostilità contro la Chiesa cattolica riguarda il fatto che essa è centralizzata attorno al Santo Padre, il quale vigila sulla sana dottrina e sostiene in particolare la conciliabilità tra la fede e la ragione.»
Ha vissuto in Spagna sotto protezione in seguito alle minacce di morte ricevute. Come racconta nel libro Ero massone, negli ultimi anni di vita si è dedicato, insieme alla moglie Claude, a una partecipazione attiva alla fede cattolica. Ha scritto diversi libri sottolineando in particolare, come in "Catholique et franc-maçon:est-ce possible?", l'incompatibilità tra massoneria e Cristianesimo.

## La conversione
Nel saggio "Ero massone" ricorda che - mentre Claude si trovava nelle piscine di Lourdes, e lui assisteva per la prima volta alla messa nella "Cripta", dove si era riparato a causa del freddo - quando il sacerdote, leggendo il Vangelo, aveva detto: "Chiedete e vi sarà dato, cercate e troverete, bussate e vi sarà aperto", lui era rimasto "sbalordito", perché aveva sentito quella frase il giorno della sua iniziazione alla Massoneria ed era solito ripeterla quando, successivamente, "iniziava" i profani.
Subito dopo, nel silenzio della cripta, Caillet, che si era sempre «preso gioco delle voci di Giovanna d'Arco», aveva inteso chiaramente nella sua testa «una voce dolce, che non era né la mia coscienza né una voce esterna», che gli diceva: «È una buona cosa che tu domandi la guarigione di Claude, ma che cosa hai tu da offrire?». Ebbe allora lo «slancio» di offrirsi a Dio: «poca cosa, ma è molto per un ateo che aveva "mangiato preti" per più di quarant'anni». Al termine della messa, aveva chiesto allo stupito sacerdote di essere battezzato: era l'inizio del percorso spirituale che l'avrebbe portato alla conversione.

## Opere
- Yo fui mason, Ed. LibrosLibres, Madrid, 2008 (J'étais franc-maçon, Ed. Salvator, Parigi, 2009; Eu fui Maçom, Ed. Esfera dos livros, Lisbona, 2009; Ero massone, Ed. Piemme, Milano, 2010).
- Catholique et franc-maçon:est-ce possible?, Ed. L'Icône de Marie, 2008
- Occultisme ou christianisme, Ed. L'Icône de Marie, 2005
- La franc-maçonnerie: un péché contre l'Esprit?, Ed. L'Icône de Marie, 2004
- Rien n'est impossible à Dieu; un charisme de guérison, Ed. Le Sarment, Parigi, 2002
- Hédonisme ou christianisme, Ed. L'Icône de Marie, 2001
- Du secret des loges à la lumière du Christ,  Editions L'Icône de Marie, 2000 (Tradotto in italiano, dalle Edizioni Segno, e polacco).